# Acroleïna
L'acroleïna (nom sistemàtic: propenal) és el més simple dels aldehids insaturats. Se'n produeix molta però ràpidament reacciona amb altres productes a causa de la seva inestabilitat i toxicitat. Té una olor desagradable, agre, similar al greix cremat. Quan el glicerol s'escalfa a 280 °C, es descompon en acroleïna.

## Usos
Per a preparar resina de polièster, poliuretà, propilenglicol i glicerol entre d'altres. És un dienòfil per la Reacció de Diels-Alder, tot i que per la seva inestabilitat s'usa preferentment el propeonat d'etil.

## Risc per la salut
És un irritant sever dels pulmons i agent lacrimogen. Es va fer servir com arma química durant la Primera Guerra Mundial.